# Juan Manuel Boselli
Juan Manuel Boselli Graf (Montevideo, 9 novembre 1999) è un calciatore uruguaiano, attaccante del Pari Nižnij Novgorod.

## Caratteristiche tecniche
Seconda punta, può giocare anche da centravanti o trequartista.

## Carriera

### Nazionale
Ha partecipato ai Mondiali Under-20 del 2017 ed a quelli del 2019.

## Statistiche
Statistiche aggiornate al 26 gennaio 2019.

### Cronologia presenze e reti in nazionale
| Cronologia completa delle presenze e delle reti in nazionale ― Uruguay under 20 | Cronologia completa delle presenze e delle reti in nazionale ― Uruguay under 20 | Cronologia completa delle presenze e delle reti in nazionale ― Uruguay under 20 | Cronologia completa delle presenze e delle reti in nazionale ― Uruguay under 20 | Cronologia completa delle presenze e delle reti in nazionale ― Uruguay under 20 | Cronologia completa delle presenze e delle reti in nazionale ― Uruguay under 20 | Cronologia completa delle presenze e delle reti in nazionale ― Uruguay under 20 | Cronologia completa delle presenze e delle reti in nazionale ― Uruguay under 20 |
| Data                                                                            | Città                                                                           | In casa                                                                         | Risultato                                                                       | Ospiti                                                                          | Competizione                                                                    | Reti                                                                            | Note                                                                            |
| ------------------------------------------------------------------------------- | ------------------------------------------------------------------------------- | ------------------------------------------------------------------------------- | ------------------------------------------------------------------------------- | ------------------------------------------------------------------------------- | ------------------------------------------------------------------------------- | ------------------------------------------------------------------------------- | ------------------------------------------------------------------------------- |
| 24-5-2017                                                                       | Suwon                                                                           | Uruguay under 20                                                                | 2 – 0                                                                           | Giappone under 20                                                               | Mondiale Under-20 2017 - 1º turno                                               | -                                                                               | 80’                                                                             |
| 27-5-2017                                                                       | Incheon                                                                         | Uruguay under 20                                                                | 0 – 0                                                                           | Sudafrica under 20                                                              | Mondiale Under-20 2017 - 1º turno                                               | -                                                                               | 80’                                                                             |
| 31-5-2017                                                                       | Suwon                                                                           | Uruguay under 20                                                                | 1 – 0                                                                           | Arabia Saudita under 20                                                         | Mondiale Under-20 2017 - 1º turno                                               | -                                                                               | 77’                                                                             |
| 11-6-2017                                                                       | Suwon                                                                           | Uruguay under 20                                                                | 0 – 0 (1 – 4 dtr)                                                               | Italia under 20                                                                 | Mondiale Under-20 2017 - Finale 3º posto                                        | -                                                                               | 77’                                                                             |
| 20-1-2019                                                                       | Curicó                                                                          | Uruguay under 20                                                                | 3 – 1                                                                           | Ecuador under 20                                                                | Sudamericano Sub-20 2019 - 1º turno                                             | -                                                                               | 63’                                                                             |
| 24-1-2019                                                                       | Curicó                                                                          | Uruguay under 20                                                                | 0 – 1                                                                           | Argentina under 20                                                              | Sudamericano Sub-20 2019 - 1º turno                                             | -                                                                               | 69’                                                                             |
| 26-1-2019                                                                       | Talca                                                                           | Uruguay under 20                                                                | 1 – 0                                                                           | Paraguay under 20                                                               | Sudamericano Sub-20 2019 - 1º turno                                             | -                                                                               | 90+5’                                                                           |
| Totale                                                                          |                                                                                 | Presenze                                                                        | 7                                                                               |                                                                                 | Reti                                                                            | 0                                                                               |                                                                                 |